# Zyperngriechen

Das historische Siedlungsgebiet der Zypern-Griechen bis 1974 (gelb)

Als Zyperngriechen, griechisch Ελληνοκύπριοι, werden die etwa 790.000 griechischsprachigen Bewohner der Mittelmeerinsel Zypern bezeichnet. Sie stellen mit 77 % die Bevölkerungsmehrzahl auf der Insel. Weiterhin gibt es größere Gemeinden in London, Athen sowie in den Vereinigten Staaten und in Australien.
Die Ethnie betrachtet sich sprachlich und kulturell als griechisch.

## Ursprung
Die Ursprünge der Zyperngriechen sind umstritten. Griechische Mythen berichten über eine griechische Kolonisierung der Insel nach dem Trojanischen Krieg. Vassos Karagheorgis und andere Forscher nahmen eine Kolonisierung der Insel durch eine oder mehrere Wellen von Mykenern aus dem Peloponnes seit etwa 1200 v. Chr. an. David Rupp, Bernard Knapp und andere nehmen dagegen eine allmähliche kulturelle Assimilierung der einheimischen Bevölkerung in der frühen Eisenzeit an.

## 1974 und die Folgen
Als Folge von Flucht und Vertreibung von rund 160.000 Zyperngriechen aus dem Norden der Insel im Jahre 1974 leben diese fast ausschließlich im griechisch dominierten Südteil. In einigen Dörfern auf der Halbinsel Karpas verblieb eine kleine, im Wesentlichen überalterte Minderheit von etwa 700 Zyperngriechen im ansonsten fast ausschließlich von Zyperntürken sowie von nach 1974 vom türkischen Festland und vor allem aus Anatolien eingewanderten Türken bewohnten Gebiet der – international nicht anerkannten – Türkischen Republik Nordzypern.

## Sprache und Religion
Die Zyperngriechen gehören zu 80 % der zyprisch-orthodoxen Kirche an und sprechen zypriotisches Griechisch, einen Dialekt der neugriechischen Sprache. Bedingt durch die lange politische und räumliche Isolation im Mittelalter und in der Neuzeit konnten sich einige sprachliche Archaismen aus dem Mittelalter halten. Dadurch weicht die Umgangssprache der Zyperngriechen merklich von der griechischen Hochsprache ab. Letztere wird in allen formellen Zusammenhängen (Bildungswesen, Ämter, Medien) und in Schriftform benutzt.

## Benennung
Gelegentlich wurden früher die Zyperngriechen als Zyprioten bezeichnet, die Zyperntürken hingegen als Zyprer. Generell wurde die Bezeichnung Zyprer (Κύπριοι) für beide Volksgruppen üblich. Gleichwohl definiert der Duden (24. Auflage, 2006) Zypriot als „Zyperngrieche“, Zyprer hingegen als „Bewohner von Zypern“.
Keine dieser Bezeichnungen enthält eine abwertende Konnotation.